# ماسیمو لودولو
ماسیمو لودولو (ایتالیایی: Massimo Lodolo؛ زادهٔ ۱۲ نوامبر ۱۹۵۹) بازیگر، صداپیشه و مدیر دوبلاژ اهل ایتالیا است.

از فیلم‌ها یا مجموعه‌های تلویزیونی که وی در آن‌ها نقش داشته است، می‌توان به نامزد و گریز کودک بی‌گناه اشاره نمود.